# 公正ロシア
公正ロシア（こうせいロシア、ロシア語: Справедливая Россия, СР, ラテン文字転写: Spravedlivaya Rossiya, SR、英語: A Just Russia, Fair Russia）は、ロシアの政党である。
2006年10月統一地方選挙におけるロシア生活党の予想外の躍進を受けて、同年10月28日にロシア生活党と祖国、ロシア年金党が合同し結成された。新党の党首（議長）にロシア生活党党首のセルゲイ・ミローノフ上院議長、中央評議会書記にイーゴリ・ゾートフIgor Zotov 、中央評議会幹部会書記にアレクサンドル・ババーコフAlexandr Babakovがそれぞれ選出された。

## 概要
公正ロシアは政策として、貧困の撲滅、汚職の追放、環境及び天然資源の保護を訴えている。また、与党統一ロシアがいわば「高級官僚の労働組合」であると批判し、新党は国民政党であることを強調した。しかしその実態はあくまでプーチン政権に従順な「体制内野党」に過ぎないとされる。
政治路線としては、中道左派、社会民主主義を指向するとされ、実際に2007年の社会主義インターナショナルのアテネ大会においてオブザーバー加盟が認められた。
2007年ロシア下院選挙では、538万3639票（7.74パーセント）を獲得し、38議席を得た。2008年ロシア大統領選挙では、統一ロシアなどと共同でドミートリー・メドヴェージェフ第一副首相を大統領候補として擁立した。 
2011年ロシア下院選挙では、868万9147票（13,25%）を獲得し、64議席を獲得。下院では議席を倍近くまで伸ばし、順調に議席を伸ばしてきている。一方、2012年ロシア大統領選挙ではセルゲイ・ミロノフを候補者として擁立したが、登録が認められた候補者5人のうち最下位で落選した。
2016年ロシア下院選挙では23議席を獲得し第4党。
2021年ロシア下院選挙では比例得票率では政党エル・デー・ペー・エルに0.09ポイント及ばず4位となったが、比例議席は同じ
19議席を獲得し、小選挙区においては8議席を獲得する健闘をみせ、合計で27議席を獲得。統一ロシア、ロシア連邦共産党に次ぐ第3党となった。
2022年3月、ロシアによるウクライナ侵攻を支持していたため、社会主義インターナショナルは同党を除名した。
2022年4月7日、党首セルゲイ・ミロノフの北海道領有発言に対する反発で、公式ホームページがサイバー攻撃を受けてダウンする。